# 9671 Hemera
9671 Hemera (1997 TU9) là một thiên thạch xuyên Sao Hỏa được phát hiện vào ngày 05 tháng 10 năm 1997 bởi L. Sarounova tại trạm thiên văn Ondřejov.

## Link ngoài
- JPL Small-Body Database Browser on 9671 Hemera